# Zwariowana forsa
Zwariowana forsa – program rozrywkowy emitowany na antenie stacji TVN, w latach 1998–2000.
Zabawa miała charakter konkursu ulicznego. Prowadzący proponował przechodniom udział w określonych konkurencjach, za wykonanie których mogli otrzymać 1000 złotych. Na wstępie gracz sam musiał wykonać określone (nierzadko kontrowersyjne) zadanie (np. przeżuć mydło), a następnie zgromadzić określoną liczbę osób, które również wykonają polecenie konkursowe. Każde zadanie należało ukończyć w wyznaczonym limicie czasowym (np. 10 min).
Program prowadził Jacek Radziński. Czołówkową piosenkę wykonał polski girlsband Taboo.